# Sant'Agata di Militello
Sant'Agata di Militello est une commune italienne de la province de Messine, dans la région Sicile.
Elle appartient au parc régional de Nebrodi.

## Administration
| Période                                  | Période | Identité      | Étiquette    | Qualité |
| ---------------------------------------- | ------- | ------------- | ------------ | ------- |
| 2004                                     | 2011    | Bruno Mancuso | Centrodestra |         |
| Les données manquantes sont à compléter. |         |               |              |         |

### Communes limitrophes
Acquedolci, Militello Rosmarino, San Fratello,  Torrenova
- (it) Site officiel de Sant'Agata di Militello